# Kazeina
Kazeina (sernik) – białko z mleka, które zostaje wyodrębnione w procesie trawienia poprzez działanie podpuszczki.
- Kazeina podpuszczkowa ułatwia wchłanianie białka z przewodu pokarmowego, ponieważ pokarm pozostaje w nim dłużej. Podpuszczka występuje tylko u osobników młodych, dlatego niektóre źródła[kto?] podają, że spożywanie mleka przez osobniki dorosłe nie dostarcza zbyt wielkiej ilości białka i wapnia, gdyż mleko nie jest w pełni przyswajane przez przewód pokarmowy.
- Kazeina kwasowa techniczna wytwarzana z mleka krowiego przy zastosowaniu kwasów. Ma zastosowanie w różnych gałęziach przemysłu.

Kazeina należy do fosfoprotein i glikoprotein, co oznacza, że w łańcuchu białka wbudowywane są reszty cukrowe i fosforanowe.
Kazeina jest najważniejszym białkiem mleka. Stanowi ona około ¾ ogólnej ilości białek mleka. Kazeina jest białkiem najbardziej przydatnym jako materiał budulcowy do syntezy hemoglobiny i białek osocza krwi. Po spożyciu mleka kazeina tworzy w żołądku skrzep, który jest bardziej podatny na działanie enzymów trawiennych niż np. białka w produktach mięsnych. Jej zawartość w mleku waha się najczęściej w granicach od 2,3 do 2,6%. Kazeina jest fosfoproteiną, tzn. w składzie elementarnym oprócz węgla (53%), wodoru (7%), tlenu (22%), azotu (15,65%) i siarki (0,76%) zawiera także fosfor (0,85%), który występuje tu w postaci reszt orto- i pirofosforanowych, związanych estrowo jako monoestry lub dwuestry – w określonych miejscach cząsteczek – głównie z seryną, a także treoniną.
Kazeina nie jest białkiem jednorodnym. Stosując metody elektroforetyczne, w jej składzie wyróżniono 20 frakcji różniących się zawartością fosforu, składem aminokwasów, masą cząsteczkową, udziałem sacharydów i właściwościami. Do głównych frakcji kazeiny należą:
- kazeina α,
- kazeina β,
- kazeina γ,
- αs-kazeina (strąca się w obecności jonów wapnia),
- к-kazeina (nie strąca się w obecności jonów wapnia).

W mleku kazeina występuje głównie w postaci sferycznych, silnie porowatych skupisk, zwanych micelami. Micele kazeinowe charakteryzują się znacznymi rozmiarami (średnica od 25 do 300 nm), dlatego w fazie wodnej mleka tworzą roztwór koloidalny (zol). Zostają one uformowane z podjednostek składających się z monomerów poszczególnych frakcji kazeiny
połączonych ze sobą za pomocą mostków utworzonych przez jony wapniowe, fosforanowe, a także cytrynianowe.
We wszystkich modelach przyjmuje się, że wnętrze miceli stanowią monomery αs, β i inne śladowe frakcje kazeinowe, zaś zewnętrzną powłokę – cząsteczki к-kazeiny zasocjowane z αs- lub też β-kazeiną, przy czym cząsteczki tych dwóch frakcji mają być zwrócone na zewnątrz miceli (w kierunku frakcji к) tą częścią łańcucha polipeptydowego, która zawiera w przewadze aminokwasy kwaśne. W strukturze micelarnej kazeiny szczególną rolę przypisuje się glikoproteinie – к-kazeinie. Obecność tylko jednej grupy fosforanowej w jej cząsteczce czyni ją rozpuszczalną w obecności jonów wapnia, a – sacharydowego fragmentu złożonego z galaktozy, N-acetylo-galaktozaminy i kwasu N-acetyloneuraminowego zwanego makropeptydem, decyduje o silnych właściwościach hydrofilnych. Poza tym, łącząc się z cząsteczkami innych frakcji poprzez wiązania jonowe i hydrofobowe, nie ulegają wytrąceniu. W świeżym mleku (pH ok. 6,6) micele kazeinowe mają ujemny ładunek elektryczny (przewaga zdysocjowanych grup kwasowych nad zasadowymi), co warunkuje tworzenie się warstw hydratacyjnych otaczających micele (wiązanie cząsteczek wody). Warstwy hydratacyjne o jednoimiennych ładunkach elektrycznych wzajemnie się odpychają, stabilizując roztwór koloidalny kazeiny.
Z kazeiny wytwarzano klej kazeinowy oraz tworzywo sztuczne galalit. Kazeina jest także historycznym, niezwykle trwałym (duża odporność na upływ czasu i wilgoć) medium używanym w malarstwie freskowym i tablicowym na podłożu drewnianym. W dekoratorstwie jest także używana w technice sgraffita na pozłocie.